# Winnie Mandela (película)
Winnie Mandela es una adaptación cinematográfica de la biografía de Anne Marie du Preez Bezrob Winnie Mandela: A Life.. La película es dirigida por Darrell Roodt, y protagonizada por Jennifer Hudson, Terrence Howard, Wendy Crewson,  Elias Koteas y Justin Strydom. Image Entertainment estrenó la película en teatros el 6 de septiembre de 2013.

## Argumento
A raíz de la vida de Winnie Madikizela-Mandela (Jennifer Hudson), de su estricta educación rural por un padre decepcionado que no nació un niño, para darle la oportunidad de estudiar en los Estados Unidos con el fin de permanecer en Sudáfrica, donde se sentía más es necesario, a través de ella (Terrence Howard) el encarcelamiento de Nelson Mandela marido. A continuación, se enfrenta el acoso continuo por la policía de seguridad, el destierro a una pequeña ciudad del Estado Libre, la traición de los amigos y aliados, y más de un año en régimen de aislamiento. Tras su liberación, ella continúa el activismo de su marido contra el apartheid y, después de su salida de la cárcel, sufre el divorcio debido a su infidelidad y las presiones políticas. Ella también se enfrenta a acusaciones de violencia y asesinato, y al final, debe poseer hasta sus acciones en los tribunales, mientras que muchos aún permanecen leales a ella debido a su lucha contra el apartheid.

## Polémica
La película fue recibida negativamente, ya que Winnie Mandela criticó fuertemente a la película, ya que no la tuvieron en cuenta en ningún momento para la realización de esta, lo que ella percibió como una falta de respeto, ya que seguía viva y su testimonio aun era relevante para la elaboración de material basado en hechos reales como en este caso sería la película a analizar. 
Varios actores sudafricanos protestaron también contra la película, ya que para los roles de personajes sudafricanos eligieron a actores estadounidenses, la película podía haber sido un método para dar más visibilidad a los actores sudafricanos pero estos quedaron relegados a un segundo plano.
La película fue todo un fracaso cinematográfico, ya que con un presupuesto de 15 millones de dólares solamente recaudo 80.634$ en taquilla.

#### Críticas de Periodistas
Medios de comunicación conocidos como el The Guardian, The Hollywood Reporter o The Globe and Mail alegaban que la actuación por parte de los actores era buena, pero tanto la narrativa de la misma como el apartado era bastante pobre. Páginas de reseñas de cine como Rotten Tomatoes la calificaron con una nota de un 1,5.
"Esta película biográfica unidimensional reduce las importantes figuras políticas del siglo XX a recortes de cartón.
"El material original es la biografía de Anne Marie du Preez Bezdrob y el detalle de la época es impecable. Sin embargo, 'Winnie' opta por (...) ir absurdamente a lo seguro. (...)
"No va a dejar satisfechos a los estudiantes curiosos de conocer cosas sobre la historia de esta polarizante figura, ni a los fans de su estrella, la ganadora del Oscar Jennifer Hudson. (...)

## Elenco
- Jennifer Hudson como Winnie Madikizela-Mandela.
- Terrence Howard como Nelson Mandela.
- Wendy Crewson como Mary Botha.
- Elias Koteas como de Vries.
- Sandy Mokwena como obispo
- Zinhle Mabena como Zindzi Mandela
- Nhlanhilo Milo como Zenazi Mandela

## Producción
Los escritores Andre Pieterse y Darrell Roodt, quienes también desarrollaron, el guion basado en la biografía de Anne Marie du Preez Bezrob, Winnie Mandela: A Life. La película fue producida por Equinoxe Films. El rodaje se llevó a cabo en Johannesburgo, Cape Town,  e Isla Robben en Sudáfrica comenzó en abril de 2010.